# Barleria randii
Barleria randii es una especie de planta floral del género Barleria, familia Acanthaceae.
Es nativa de Botsuana y Zimbabue.

## Descripción
Es un subarbusto que puede crecer 5-60 centímetros de altura. Las hojas son obovadas de 2.5–5.5 × 1–3.5 centímetros; pecíolo de 0–6 mm. Se  encuentra en suelos arenosos o en áreas donde hay poca vegetación, además en caminos pedregosos.